# Хебель, Иоганн Петер
Иоганн Петер Хебель или Гебель (нем. Johann Peter Hebel; 10 мая 1760, Базель — 22 сентября 1826, Шветцинген) — немецкий писатель, богослов и педагог. Считается важнейшим поэтом на алеманнском диалекте.
Хебель родился в бедной семье. Его отец умер от тифа, когда Иоганну Петеру был один год. Детство он провёл как в городе Базель, так и в деревне своей матери, Хаузен-им-Визенталь. Когда ему было 13 лет, его мать умерла. Благодаря финансовой помощи доброжелателей Хебель смог учиться в гимназии в Карлсруэ. В 1780 году он окончил теологический факультет Эрлангенского университета и стал работать учителем.
В своём сборнике «Алеманнские стихи» он описал тяжёлую жизнь крестьян, но и идиллическую сельскую жизнь. С 1808 по 1815 год он издавал календари со своими рассказами, анекдотами и новеллами.
Василий Жуковский перевёл в стихах несколько текстов Хебеля (в том числе прозаическую новеллу «Неожиданное свидание»).

## Переводы на русский язык
- Гебель в переводе В. А. Жуковского
- «Нежданное свидание», пер. А. Глазовой